# Future Nostalgia (canción)
«Future Nostalgia» es una canción de la cantante albano-británica Dua Lipa de su segundo álbum de estudio del mismo nombre (2020), incluido como tema de apertura del álbum. La canción fue escrita por Lipa, Clarence Coffee Jr. y su productor Jeff Bhasker. Con la intención de ser «lúdica y divertida», es una canción synth-pop que contiene elementos de música disco, funk, hip pop, house y de los ochenta. La letra discute temas de feminismo y autorreflexión con Lipa refiriéndose a sí misma como una «mujer alfa».
«Future Nostalgia» se lanzó para descarga y streaming digital el 13 de diciembre de 2019 a través de Warner Records como el primer y único sencillo promocional del álbum. Varios críticos de música felicitaron el sonido retro pero futurista y la naturaleza experimental de la canción. Algunos también encontraron atractiva la actitud confiada de Lipa y la letra atrevida de la canción. La canción incluida en las listas de fin de año publicadas por Official Charts Company, Popjustice y Vulture. Entró en las listas oficiales de Australia, Croacia, Grecia, Hungría, Irlanda, Lituania, Portugal, Escocia, Eslovaquia y España, y también se ubicó en las listas de componentes de Nueva Zelanda y el Reino Unido.
Se lanzó un video con la letra de «Future Nostalgia» el 16 de diciembre de 2019. Un remix de la canción de Joe Goddard aparece en el álbum de remixes de Lipa y The Blessed Madonna, Club Future Nostalgia (2020). Lipa promocionó la canción con una actuación en su concierto de transmisión en vivo de Studio 2054.

## Composición y producción
«Future Nostalgia» fue escrita por Dua Lipa, junto con Clarence Coffee Jr. y el productor de la canción Jeff Bhasker. Trabajaron en la canción en Los Ángeles. Antes de escribirlo, Lipa y Bhasker habían estado experimentando en el estudio durante unos días para tener una idea de cómo querían trabajar juntos y que Lipa tocara en Bhasker parte de la música en la que había estado trabajando. Los dos no habían colaborado anteriormente, aunque Lipa era fan de Bhasker debido a su trabajo anterior con otros artistas. Un día, mientras salía del estudio, Lipa accidentalmente le envió un mensaje de texto a Bhasker felicitándolo y escribiendo que quería hacer algunas sesiones juntos, pensando que le estaba enviando un mensaje de texto a su gerente. Cuando regresaron al estudio juntas, Lipa y Bhasker comenzaron a hablar sobre arquitectura y a tener demasiada confianza, además de reírse de su conversación de texto.
Después de discutir sobre escribir una canción juntos, Lipa le dijo a Bhasker el nombre de su álbum, Future Nostalgia. Bhasker luego les sugirió que intentaran escribir una canción principal. Lipa quería crear algo audaz, así que Bhasker comenzó a tocar sus instrumentos con sonidos muy experimentales y ella comenzó a escribir letras. Después de haber escrito la mitad de «Future Nostalgia», los dos se bloquearon como escritores, lo que llevó a Lipa a llamar a Clarence Coffee Jr para que los ayudara. Querían que fuera «lúdico y divertido» y que no se tomaran a sí mismos demasiado en serio. Ese día, a los tres se les ocurrió la frase «Sé que no estás acostumbrado a una mujer alfa.» Lipa explicó que no se consideraba necesariamente a sí misma como una «mujer alfa», pero pensó que si lo escribiera, casi podría manifestar esa energía. «Future Nostalgia» fue la primera canción escrita para Future Nostalgia. 

## Música y letras
Musicalmente, «Future Nostalgia» es una canción de synth-pop con elementos de disco, funk, hip pop, house y de los ochenta. Está compuesto en 4
4 tiempos en tono de La menor, con un tempo de 116 pulsaciones por minuto. La pista tiene una estructura de verso, estribillo, puente, verso, estribillo, post-estribillo, ocho medios, estribillo. Los versos utilizan únicamente el acorde D5, mientras que la pista sigue una progresión de acordes Dm–C–G/B–C/G en todos los demás lugares. «Future Nostalgia» tiene una producción electrónica consiste en pop de bajo grunge y funk de los 80 sintetizadores electroclash, retoques de teclas, una progresión de piano de jazz Ritmos de discoteca de los ochenta e instrumentación de metales.
La canción se abre con sonidos de sintetizador vintage y cajas de ritmos, mientras que el ocho central presenta una guitarra rítmica. La voz de Lipa abarca desde C4 hasta D5, y hace uso de la palabra hablada arrogante y versos rapeados, así como ronroneo en falsete en el coro. La pista cuenta con coros codificados por voz, cortesía de Bhasker, donde repite el título de la canción. En la canción, Lipa menciona al arquitecto estadounidense John Lautner y a Bhasker. El nombre de Lautner es un símbolo del deseo de Lipa de hacer que su música suene futurista y retro al mismo tiempo. Descrita por Lipa como un «sentimiento pícaro y de empoderamiento», la letra de la canción trata los temas del feminismo y la autorreflexión. Lipa establece un tono seguro y usa letras seguras de sí misma. Es una canción de declaración de misión y un «mantra para que la mierda se haga», en el que se llama a sí misma una «alfa femenina» y muestra su autoestima. Tiene los ojos puestos en cambiar el juego y muestra que tiene la mira mucho más alta que simplemente recrear la enormidad radial de su sencillo de 2017, «New Rules».

## Lanzamiento y promoción

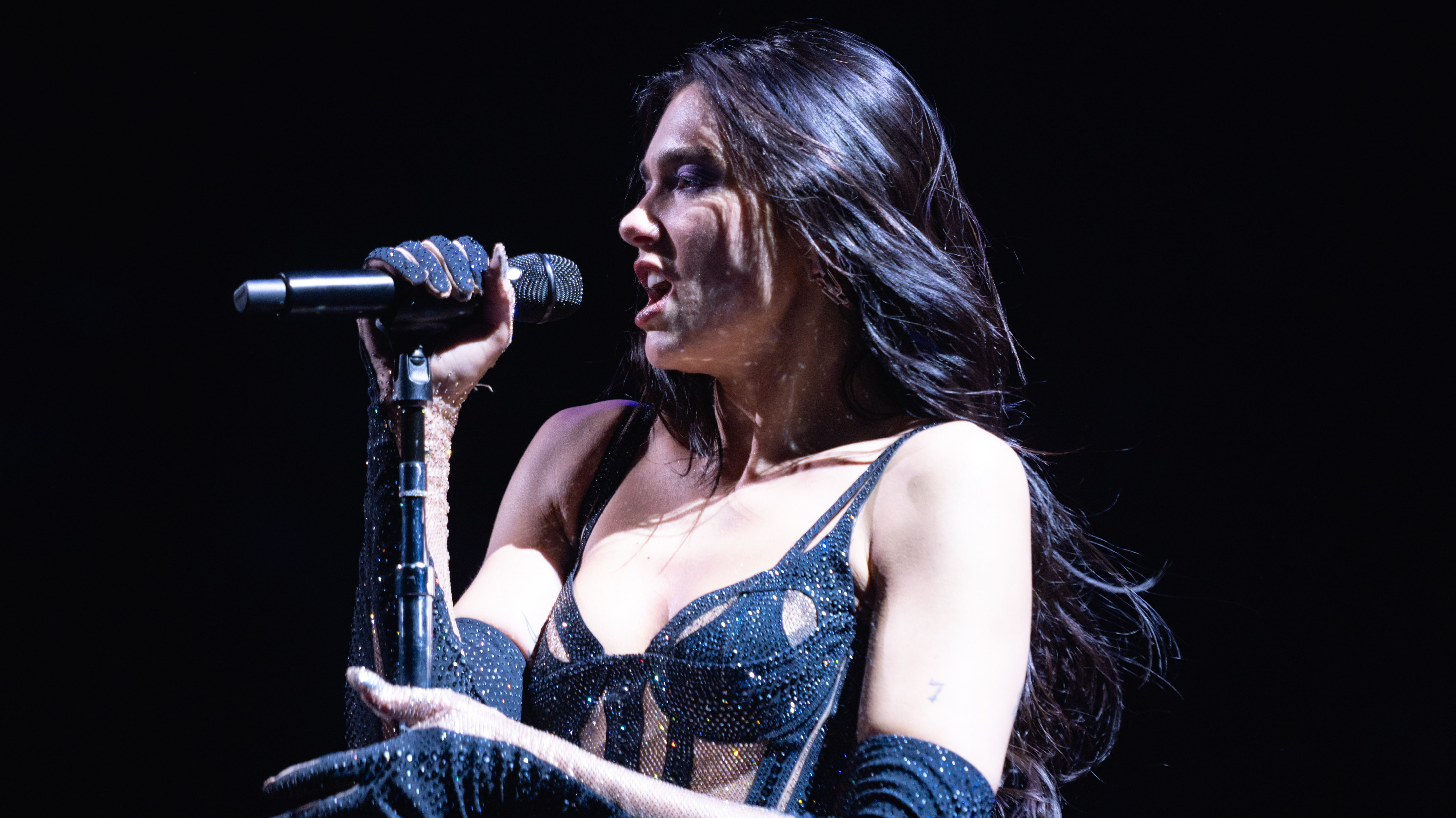
Dua Lipa en el O2 Arena, Londres (Mayo, 2022).

nción, Lipa confirmó el lanzamiento de la canción principal, así como también confirmó el lanzamiento del video musical y el estado del sencillo promocional. «Future Nostalgia» se anunció formalmente el 12 de diciembre de 2019 Fue lanzado para descarga digital y transmisión al día siguiente como el primer y único sencillo promocional de Future Nostalgia. Simultáneamente, el sencillo en Spotify fue lanzado con «Don't Start Now» como su lado B. La canción fue lanzada junto con el anuncio del Future Nostalgia Tour de Lipa y con el fin de mantener a los fanáticos de Lipa comprometidos hasta 2020. Se lanzó un video con letra de acompañamiento que se estrenó a través de YouTube el 16 de diciembre de 2019. Está ambientado en una casa retro de los años 60 que se encuentra en un pequeño lago. En el video, Lipa baila y bebe alcohol por la casa, vestida con camisa blanca y ropa interior, además de golpear copas de vino con un palo de golf en el techo. También se la ve vestida con un traje pantalón y bailando frente a un espejo.
«Future Nostalgia» se incluyó como la primera pista de Future Nostalgia, lanzada el 27 de marzo de 2020. Lipa decidió colocar la canción como tema de apertura debido a su intrepidez. Un remix de Joe Goddard aparece en el álbum de remixes creado por DJ Mix de Lipa and the Blessed Madonna, Club Future Nostalgia, lanzado el 28 de agosto de 2020, y el remix original se lanzó el 11 de septiembre de 2020. El remix hace uso de sintetizadores estilo Hot Chip y zumbidos inspirados en Daft Punk, que recuerda a un set de DJ de Glastonbury a las 3 a. m.. Lipa interpretó «Future Nostalgia» por primera vez en su concierto en directo de Studio 2054 el 27 de noviembre de 2020. Actuó en una plataforma elevada, flexionando sus bíceps mientras sus bailarines de respaldo la vitoreaban.

## Recepción de la crítica
Trey Alston de MTV le dio a la canción una crítica positiva, afirmando que es «el equilibrio perfecto del pasado y lo que está por venir». Continuó, describiendo la canción como «completamente loca pero irresistible» y un «explosivo chapoteo del pop del mañana». Escribiendo para Idolator, Mike Nied describió la producción como «funky y con visión de futuro» y elogió la canción en su conjunto por ser un «riesgo creativo». Allison Stubblebine de Nylon escribió que Lipa «se asegura de que la fiesta de baile continúe». Robin Murray de Clash calificó la canción de «audaz» y «colorida», además de escribir «hay un rebote de los 80 en su nostalgia sintetizada, canalizándose en medio del brillo de Los Ángeles». En The Guardian, Laura Snapes dijo que el drop de John Lautner de Lipa era demasiado «arcana» para una canción pop. Louise Bruton de The Irish Times calificó la canción como «intencionalmente desarticulada». En Gigwise, Jordan Emery elogió el lirismo «pícaro» y «ligeramente fuera de lugar».
Nick Malone para PopMatters escribió una crítica positiva, diciendo que Lipa «domina un complicado acto de equilibrio entre pícara e irritante en sus versos rapeados», y que «sale elegante y alegre». Para Business Insider, Courteney Larocca calificó la canción de «bailable», «eléctrica» y «retro», mientras que Callie Ahlgrim, también de Business Insider, afirmó que es un «fuerte abridor del disco». Ahlgrim continuó diciendo que la canción «definitivamente no funciona como sencillo», pero es «una declaración de propósito audaz» y «una combinación aguda de descaro, desafío y confianza». Bianca Gracie de Billboard ve a «Future Nostalgia» como «un guiño coqueto [...] que refleja la naturaleza confianza del cantante». Jason Lipshutz, de la misma revista, pensó que probablemente no tendría éxito en el top 40 de la radio y elogió la «inclinación de Lipa por nivelar su voz en un gancho de primera categoría». Los escritores de DIY y Variety lo compararon con Prince.
Escribiendo para Slant Magazine, Sal Cinquemani criticó a «Future Nostalgia», escribiendo que Lipa «fracasa» con su voz, pero elogió la producción de la canción. Para Rolling Stone, Emily Zemler calificó la canción de «optimista» y «pegadiza», además de afirmar que Lipa está «aprovechando sus puntos fuertes.» En una reseña separada de Rolling Stone, Brittany Spanos escribió que la canción tiene «frases ingeniosas pero sin sentido» y la comparó con la música de Daft Punk. Neil Z. Yeung de AllMusic comparó la canción con las obras de Timbaland, mientras que el editor de Stereogum, Tom Breihan, la comparó sonoramente con Random Access Memories (2013) de Daft Punk y FutureSex/LoveSounds (2006) de Justin Timberlake. En musicOMH, Nick Smith lo comparó con «Daydream in Blue» de I Monster y con Daft Punk. Escribiendo para British GQ, David Levesley lo describió como «si Prince escribiera para The Pointer Sisters».
Popjustice clasificó a «Future Nostalgia» como la vigésima mejor canción de 2019, mientras que Rob Copsey de Official Charts Company la colocó como una de las canciones más subestimadas de 2020. La canción apareció en la revista Vulture en la sección de «Mejores canciones Dance y Disco del 2020», lista escrita por el editor Justin Curto, con elogiándolo «compromiso de confianza» de Lipa al estilo del disco y llamando a la canción «pulido y convincente».

## Desempeño comercial
Después de su lanzamiento, «Future Nostalgia» alcanzó el número 11 en la NZ Hot Singles y 63 en la UK Singles Downloads Chart del Reino Unido, y alcanzó el puesto 35, 83 y 58 en el Top 100 de singles de Hungría, Irish Singles Chart y Scottish Singles Chart, respectivamente. Después del lanzamiento de Future Nostalgia, la canción debutó en el número 69 en la lista de streaming de audio oficial del Reino Unido,  mientras ingresaba a las listas oficiales de Australia en el número 99, Croacia en el número 80, Grecia en el número 96, Lituania en el número 46, Portugal en el número 104, Eslovaquia en el número 95, y España en el número 99. A marzo de 2020, «Future Nostalgia» ha vendido 39.586 unidades en el Reino Unido. En 2021, la canción recibió una certificación de oro de la Sociedad Polaca de la Industria Fonográfica (ZPAV) por vender 25.000 unidades equivalentes a pistas en Polonia.

## Lista de canciones
- Descarga y transmisión digital[58]

1. «Future Nostalgia» – 3:04

- Streaming - Sencillo de Spotify

1. «Future Nostalgia» – 3:04
2. «Don't Start Now» – 3:03

- Descarga y transmisión digital - Remix de Joe Goddard[37]

1. "Future Nostalgia" (remix de Joe Goddard) – 4:48

## Créditos y personal
Créditos adaptados de las notas de Future Nostalgia: The Moonlight Edition.
Ubicaciones de los estudios
- Voces grabadas en TaP Studio (Londres, Reino Unido)
- Grabado en Green Oak Studios (Los Ángeles, Estados Unidos) y Diamond Mine (Los Ángeles, Estados Unidos)
- Mezclado en Henson Studios (Hollywood, California)
- Masterizado en Sterling Sound (Edgewater, Nueva Jersey)

Personal
- Dua Lipa – voz
- Jeff Bhasker – producción, programación de batería, teclados, sintetizador
- Skylar Mones – producción adicional
- Homer Steinweiss – kit de batería
- Jerry Singh – programación adicional
- Dave Cerminera – ingeniería
- Jens Jungkurth – ingeniería
- Josh Gudwin – mezcla
- Elijah Marrett-Hitch – asistencia de mezcla
- Chris Gehringer – masterización
- Will Quinnell – asistente de masterización

## Posicionamiento en listas
| Listas (2019–2020)                            | Mejor posición |
| --------------------------------------------- | -------------- |
| Australia (ARIA)                              | 99             |
| Croacia (HRT)                                 | 80             |
| Escocia (Scottish Singles Sales Chart)        | 58             |
| Eslovaquia (Singles Digitál Top 100)          | 95             |
| España (Top 100 Canciones)                    | 99             |
| Grecia (IFPI)                                 | 96             |
| Hungría (Single Top 40)                       | 35             |
| Irlanda (IRMA)                                | 83             |
| Lituania (AGATA)                              | 46             |
| Nueva Zelanda Hot Singles (Recorded Music NZ) | 11             |
| Portugal (AFP)                                | 104            |
| Reino Unido (UK Download Chart)               | 63             |

## Historial de lanzamientos
| Región    | Fecha                    | Formato(s)                   | Versión              | Sello(s) discografíco(s) | Ref.   |
| --------- | ------------------------ | ---------------------------- | -------------------- | ------------------------ | ------ |
| Varios    | 13 de diciembre de 2019  | Descarga digital streaming   | Original             | Warner                   | [ 58 ] |
| Australia | 13 de diciembre de 2019  | Radio de éxito contemporáneo | Original             | Warner                   | [ 71 ] |
| Varios    | 11 de septiembre de 2020 | Descarga digital streaming   | Remix de Joe Goddard | Warner                   | [ 37 ] |